# Катахула
Катаху́ла (англ. Catahoula Parish) — приход в штате Луизиана, США. Официально образован в 1808 году. По состоянию на 2010 год, численность населения составляла 10 407 человек.

## География
По данным Бюро переписи США, общая площадь прихода равняется 1 914,012 км2, из которых 1 833,722 км2 — суша, и 80,290 км2, или 4,200 %, — это водоёмы.

## Население
По данным переписи населения 2000 года на территории прихода проживает 10 920 жителей в составе 4 082 домашних хозяйства и 2 992 семей. Плотность населения составляет 6,00 человек на км2. На территории прихода насчитывается 5 351 жилых строений, при плотности застройки около 3,00-х строений на км2. Расовый состав населения: белые — 71,78 %, афроамериканцы — 27,12 %, коренные американцы (индейцы) — 0,19 %, азиаты — 0,13 %, гавайцы — 0,00 %, представители других рас — 0,19 %, представители двух или более рас — 0,59 %. Испаноязычные составляли 0,92 % населения независимо от расы.
В составе 32,70 % из общего числа домашних хозяйств проживают дети в возрасте до 18 лет, 54,70 % домашних хозяйств представляют собой супружеские пары, проживающие вместе, 14,50 % домашних хозяйств представляют собой одиноких женщин без супруга, 26,70 % домашних хозяйств не имеют отношения к семьям, 24,30 % домашних хозяйств состоят из одного человека, 11,30 % домашних хозяйств состоят из престарелых (65 лет и старше), проживающих в одиночестве. Средний размер домашнего хозяйства составляет 2,55 человека, и средний размер семьи 3,02 человека.
Возрастной состав прихода: 25,80 % моложе 18 лет, 10,00 % от 18 до 24, 26,80 % от 25 до 44, 23,00 % от 45 до 64 и 23,00 % от 65 и старше. Средний возраст жителя прихода 37 лет. На каждые 100 женщин приходится 100,60 мужчин. На каждые 100 женщин старше 18 лет приходится 98,00 мужчин.
Средний доход на домохозяйство прихода составлял 22 528 USD, на семью — 27 206 USD. Среднестатистический заработок мужчины был 26 181 USD против 18 427 USD для женщины. Доход на душу населения составлял 12 608 USD. Около 22,60 % семей и 28,10 % общего населения находились ниже черты бедности, в том числе — 41,80 % молодёжи (тех, кому ещё не исполнилось 18 лет) и 20,10 % тех, кому было уже больше 65 лет.